# 扎玛利亚氏水
扎玛利亚氏水（1983年4月20日—），越南女性政治人物，拉格莱族。她目前是宁顺省委常委、民運部部長、宁顺省第十五届国会代表。她曾任越南妇女联合会中央执行委员会委员、宁顺省妇女联合会主席。